# Agenzia dell'India Centrale
L'Agenzia dell'India Centrale (in inglese: Central India Agency) era un'agenzia dell'India britannica.

## Storia
L'egemonia britannica sugli stati dell'India Centrale iniziò nel 1802, quando diversi stati delle regioni del Bundelkhand e del Bagelkhand passarono sotto il controllo inglese a conclusione del Trattato di Bassein tra gli inglesi ed il pascià maratha Bajirao II. Il controllo britannico del Bundelkhand si espanse a conclusione della Seconda guerra anglo-maratha nel 1805. Gli stati rimanenti, tra cui Gwalior, Indore, Bhopal e altri stati minori delle regioni di Malwa, Nimar e Bundelkhand, passarono sotto il controllo britannico con la fine della Terza guerra anglo-maratha nel 1818. La residenza di Chanderi venne ceduta ai governanti di Gwalior nel 1844 dagli inglesi, mentre lo Stato di Jhansi venne annesso ai territori direttamente amministrati dagli inglesi nel 1853 sulla base della dottrina della decadenza ed unito alle Province Unite. Nel 1921 la Residenza di Gwalior venne separata dall'Agenzia dell'India Centrale e nel 1933 lo stato di Makrai venne trasferito dall'India Centrale all'agenzia delle Province Centrali e Berar.
Col ritiro degli inglesi dall'India nel 1947, i governanti degli stati principeschi di quest'area scelsero tutti di entrare a far parte dell'Unione Indiana. La parte orientale dell'Agenzia dell'India Centrale, tra cui il Bagelkhand ed il Bundelkhand, divennero parte del nuovo stato di Vindhya Pradesh. La porzione occidentale, che includeva le agenzie di Bhopal, Malwa e Bhopawar e le residenze di Gwalior ed Indore, divennero parte del nuovo stato di Madhya Bharat. Bhopal divenne uno stato separato. Makrai venne trasferito al Madhya Pradesh, che era stato creato nel 1950 dalle Province Centrali e Berar. Nel 1956, gli stati di Vindhya Pradesh, Madhya Bharat e Bhopal vennero uniti nel Madhya Pradesh.

## Stati principeschi
Gli stati principeschi compresi nell'area dell'Agenzia erano 148 in totale, variabili per status e grandezza. 
- 11 stati avevano relazioni direttamente col governo britannico ed erano noti con la definizione di treaty states dal momento che con loro gli inglesi avevano siglato specifici patti scritti. Essi erano: lo Stato di Gwalior, lo Stato di Indore, lo Stato di Bhopal, lo Stato di Dhar, i due Stati di Dewas, Jaora, Orchha, Datia, Samthar e Rewa.
- I 31 sanad states che avevano dirette relazioni col governo britannico ma senza trattati specifici.
- I restanti stati minori e residenze che erano noti coi nomi di mediatized o guaranteed states. 
  - Mediatized states che si trovavano sottoposti all'autorità di uno stato più grande, con relazioni anche con stati sotto la dominazione britannica.
  - Guaranteed states, che si trovavano sottoposti all'autorità di uno stato più grande, dove però gli inglesi avevano concesso la loro esistenza pur stando l'occupazione britannica a conclusione della guerra pindaride.

### Agenzia del Bundelkhand
L'Agenzia del Bundelkhand era parte costituete dell'Agenzia dell'India Centrale e venne separata da quella del Bundelkhand nel 1871. Nel 1900 essa includeva 9 stati, di cui il più importante erano sicuramente Orchha, Panna, Samthar, Charkhari, Chhatarpur, Datia, Bijawar e Ajaigarh. L'agenzia includeva anche 13 stati e la pargana di Alampur, quest'ultima appartenente allo Stato di Indore.
Nel 1931, tutti gli stati sottoposti all'Agenzia del Baghelkhand ad eccezione di Rewa tornarono ad essere trasferiti in quella del Bundelkhand.
Salute state, in ordine di precedenza: 
- Datia, titolo di Maharaja, saluto ereditario di 15 colpi di cannone a salve
- Orchha,[2] titolo di (Maha)raja (dal 1882, Saramad-i-Rajha-i-Bundelkhand Maharaja), saluto ereditario di 15 colpi di cannone a salve
- Ajaigarh, titolo di Maharaja, saluto ereditario di 15 colpi di cannone a salve
- Baoni, titolo di Nawab, saluto ereditario di 11 colpi di cannone a salve
- Bijawar, titolo di Maharaja, saluto ereditario di 11 colpi di cannone a salve
- Charkhari, titolo di Maharaja, saluto ereditario di 11 colpi di cannone a salve
- Panna, titolo di Maharaja, saluto ereditario di 11 colpi di cannone a salve
- Samthar, titolo di Raja, saluto ereditario di 11 colpi di cannone a salve

Non-salute state, in ordine alfabetico:
- Alipura, titolo di Rao
- Beri (Beri-Bundelkhand) , titolo di Rao/Raja (originariamente Dewan)
- Bihat
- Chhatarpur, titolo di (Maha)Raja
- Garrauli
- Gaurihar, titolo di Sardar Sawai; dal 1859, Rao
- Jigni, titolo di Rao
- Lugasi
- Naigawan Rebai
- Sarila, titolo di Raja

Jagir:
- Banka-Pahari
- Bijna
- Bilheri jagir, sotto il controllo di Chhatarpur, per garanzia degli inglesi
- Dhurwai
- Tori Fatehpur (uno degli jagir Hasht-Bhaiya)

Ex stati principeschi annessi o divisi dagli inglesi:
- Banpur, diviso nel 1857, preteso dallo Stato di Gwalior
- Bijeraghogarh, diviso
- Chirgaon (uno degli jagir Hasht Bhaiya), diviso
- Jalaun, annesso nel 1840
- Jaitpur, annesso nel 1849
- Jhansi, annesso nel 1853
- Khaddi, annesso
- Purwa (uno degli Chaube Jagirs), diviso
- Tiroha, diviso
- Shahgarh, diviso nel 1857

### Agenzia del Bagelkhand
L'Agenzia del Bagelkhand, venne istituita nel marzo del 1871, quando venne separata dall'Agenzia del Bundelkhand. Nel 1900 aveva al proprio interno dodici stati:
Salute state, in ordine di precedenza:
- Rewa, il più grande stato del Bagelkhand, titolo di Maharaja, saluto ereditario di 17 colpi di cannone a salve
- Baraundha, titolo di Raja, saluto ereditario di 9 colpi di cannone a salve
- Maihar, titolo di Raja, saluto ereditario di 9 colpi di cannone a salve

Non-salute states (alphabetically) :
- Bhaisaunda
- Jaso
- Kamta-Rajaula
- Kothi
- Nagode
- Pahra
- Paldeo
- Sohawal
- Taraon

Nel 1931, tutti gli stati ad eccezione di Rewa vennero trasferiti nuovamente all'Agenzia del Bundelkhand, e nel 1933 Rewa venne trasferito sotto la Residenza di Indore.

### Residenza di Gwalior
La Residenza di Gwalior venne posta sotto il controllo dell'Agenzia dell'India Centrale nel 1854, e separata dalla stessa nel 1921. Essa includeva i seguenti stati:
Salute state:
- Gwalior, titolo di Maharaja Scindia; saluto ereditario di 21 colpi di cannone a salve
- Rampur, titolo di Nawab; saluto ereditario di 15 colpi di cannone a salve
- Benares (Ramnagar), titolo di Maharaja; saluto ereditario di 13 colpi di cannone a salve (15 personali)

Non-salute state:
- Bhadaura
- Garha
- Khaniadhana
- Raghogarh
- Paron
- Umri

Inoltre, stati minori erano presenti (sotto il governo di specifici thakore o diwan):
- Agra Barkhera
- Kathaun
- Khiaoda
- Sangul Wardha
- Sirsi

### Agenzia di Bhopal
L'Agenzia di Bhopal, includeva i seguenti stati:
Salute state, in ordine di precedenza:
- Bhopal, titolo di Nawab, saluto ereditario di 19 colpi di cannone a salve (21 locali)
- Dewas Junior & Dewas Senior, entrambi col titolo di Mharaja, saluto ereditario di 15 colpi di cannone a salve (trasferito nell'Agenzia di Malwa nel 1907, e poi all'Agenzia di Bhopal nel 1933)
- Narsinghgarh, titolo di Raja, saluto ereditario di 11 colpi di cannone a salve
- Rajgarh, titolo di Raja, saluto ereditario di 11 colpi di cannone a salve
- Khilchipur, titolo di Raja, saluto ereditario di 9 colpi di cannone a salve

Non-salute state, in ordine alfabetico:
- Basoda
- Kurwai (Korwai)
- Makrai (trasferito all'Agenzia di Bhopal nel 1933 dall'Agenzia delle Province Centrali e Berar)
- Maksudangarh
- Muhammadgarh
- Pathari

### Residenza di Indore
La Residenza di Indore includeva lo Stato di Indore e dopo il 1933 anche lo Stato di Rewa.

### Agenzia di Malwa
L'Agenzia di Malwa, comprendeva i seguenti stati:
Salute state, in ordine di precedenza:
- Jaora (stato), titolo di Nawab, saluto ereditario di 13 colpi di cannone a salve
- Ratlam (stato), titolo di Maharaja, saluto ereditario di 11 colpi di cannone a salve (13 locali)
- Jhabua (stato), titolo di Raja, saluto ereditario di 11 colpi di cannone a salve
- Sitamau (stato), titolo di Raja, saluto ereditario di 11 colpi di cannone a salve
- Sailana (stato), titolo di Raja, saluto ereditario di 11 colpi di cannone a salve

Non-salute state:
- Piploda

Residenze :
- Panth-Piploda.

Nel 1925, l'Agenzia di Malwa venne amalgamata con l'Agenzia di Bhopawar.

### Agenzia di Bhopawar
L'Agenzia di Bhopawar includeva diversi stati. Nel 1927 l'Agenzia venne rinominata in Agenzia degli Stati del Sud e poi Agenzia degli Stati del Sud e Malwa, e dopo il 1934 semplicemente Agenzia di Malwa.
Salute state, in ordine di precedenza:
- Dhar, titolo di Maharaja, saluto ereditario di 15 colpi di cannone a salve
- Alirajpur, titolo di Raja, saluto ereditario di 11 colpi di cannone a salve, incluso l'estinto stato di Phulmaal ch venne incorporato come feudo.
- Barwani, titolo di Maharana, saluto ereditario di 11 colpi di cannone a salve
- Jhabua, titolo di Raja, saluto ereditario di 11 colpi di cannone a salve

Non-salute state:
- Jobat
- Kathiwara
- Mathwar
- Ratanmal

Discontinuo:
- Amjhera, titolo di Raja

Jagir (lista incompleta) :
- Bakhatgarh
- Dhotria
- Jamnia
- Kachhi-Baroda
- Kali-Baori
- Multhan
- Nimkhera
- Ondhwa
- Rajgadh
- Sondhwa